# پرواز شماره ۱۶۶۱ آئروفلوت
پرواز شماره ۱۶۶۱ آئروفلوت (به انگلیسی: Aeroflot Flight 1661) یک پرواز از نووسیبیرسک به مقصد براتسک بود که با ۴۰ مسافر و ۵ خدمه بودند، در تاریخ ۱ آوریل ۱۹۷۰ در نزدیک توگوچین دچار سانحه شد و ۴۵ نفر جان باختند.